# 卓球Dash!!
『卓球Dash!!』（ピンポンダッシュ）は、本田真吾による日本の漫画作品。『月刊少年チャンピオン』（秋田書店）にて2004年2月号から2009年12月号まで連載された。

## ストーリー
茨城県牛久市にある牛久無頼学園。ここをシメるのは学園最強のヤンキー、天道春来。そんなある日、春来は天才卓球美少女、一ノ瀬沙羽と試合をするのだが…。

## 登場人物

### 牛久無頼学園

#### 男子卓球部
天道春来（てんどう はるく）
本作の主人公。シェークドライブ型。
高槻洸士郎（たかつき こうしろう）
カット主戦型。“蛇狩高槻（ジャッカルたかつき）”の異名を持ち、中学三年の時には全中3位の成績を残した。卓球の名門王鳳大付属高校に入学したが沙羽を追って牛久無頼学園に転校してきた。
結城百々（ゆうき もも）
ペンドライブ型。小学生の頃には卓球の神童とまで呼ばれていた。
安斎有吉（あんざい ゆきち）
シェーク異質型。
田堀純一（たぼり じゅんいち）
前陣攻守型。天道達が卓球部にやってくるまでは唯一の男子卓球部員であった（実際にはもう1人いたが幽霊部員であった）。どんな打球も見通せる広い視野が武器。通称タボリックス。
岩淵カオル（いわぶち かおる）

#### 女子卓球部
一ノ瀬沙羽（いちのせ さわ）

大塚美咲（おおつか みさき）
牛久無頼学園女子卓球部部長。昨年インターハイベスト4。
水原百合（みずはら ゆり）
牛久無頼学園女子卓球部副部長。
霧島蒼（きりしま あおい）
昨年インターハイベスト8。
白鳥姫華（しらとり ひめか）
葉月（はづき）
泉（いずみ）
ドイツへ行った沙羽に代わってレギュラーになった3年生。関東大会中に故障してしまう。

### 王鳳大付属高校
龍円壬園（りゅうえん みその）
3年生。昨年のインターハイ個人戦シングルス覇者。圧倒的な筋力を生かした純粋かつ絶対的な速さで相手を全力で叩き潰す。バウンドした打球が相手の頭上を遥かに越える“龍昇（ドラゴンライズ）”、全身のバネを使って放たれる時速300キロの超低空スマッシュ“龍閃（ドラゴングランス）”など、返球すら困難な必殺ショットを次々と繰り出す様はまさに王の卓球。どんな無名選手であっても決して油断せず敬意を持って相手をするが、その一方で自分の限界を引き出してくれる相手に出会うまで無意識に力をセーブしてしまっていた。限界を引き出した時の彼の力はピンポン球で人をフッ飛ばすほど。
九重仁（ここのえ じん）
2年生。高槻が中三の時の全中2位で王鳳卓球部のナンバー2。卓球の基本的戦型3つ、他の王鳳メンバーの戦い方を高い精度でコピーした戦型5つ、更にジャイロ回転打法“バレットモンク”を操る“俺様型（オリジナルがた）”、合わせて9つの戦型を使い分ける“九つの型（ナインスタイル）”の使い手。かつてはカットマンだったが龍円壬園にまるで通用しなかったこと、全中で倒した高槻にこのままでは抜かれるのではという危惧からカットを捨てた。
龍円よしの（りゅうえん よしの）
1年生。王鳳卓球部の歴史上、誰一人成し得なかった1年生でのレギュラー入りを果たした天才。さくらの双子の兄。相手の動きを瞬時に予測し、古武術を基礎とした流れるような走法で打球に追いつき、予備動作0から瞬間的に放つ“神速抜刀打”で相手に動きを読ませることなく決める。効率の良い卓球を信条とし、無駄を徹底的に嫌う。
朱堂魁（しゅどう かい）
3年生。中国式ペンによる反転技術、両手使いによる守備範囲拡大と球種倍増、それらをミックスし千の弾道を生み出す“千手砲（せんじゅカノン）”で相手を慈悲のカケラも無く打ち倒す。王鳳卓球部に心酔しており、そのレギュラーを勝ち取った自分を選ばれた人間だと思っており、それ以外の者をゴミのような存在であると見下している。
喜多朗（きた あきら）
2年生。柔軟な体を最大限に生かした自由で掴み所のないプレイスタイルから“踊る道化師（ダンシング イット）”の異名を取る。高槻が中三の時の全中覇者。
伊達公徳（だて きみのり）
日本一といってもいいダブルスのスペシャリスト。様々な打法を多彩に操る守備はまさに難攻不落。決め役の為につなぎに徹する守りのプロフェッショナル。

### 木更津六浜高校
藤原雪舟（ふじわら せっしゅう）
前陣速攻型。
薬丸遊司（やくまる ゆうじ）
館山将伍（たてやま しょうご）
木村征也（きむら まさや）
袋田堅（ふくろだ けん）

### 川瀬明稜高校
不知火煉
本城
川瀬明稜高校卓球部部長。
浦原大成

### 水戸満國高校
小石川孝彰（こいしかわ たかあき）
前陣速攻型。気の遠くなるような反復練習で身につけたストップ性ナックルシュートで90%の確率でネットインできる。
佐木淳三（さき じゅんぞう）
シェークドライブ型。三球目ドライブやバックサイドに引き付けてからの広角ドライブなど、基本に忠実なラリーを展開する。
角弘道（すみ ひろみち）
多彩なドライブを扱うが回転力はそこまで強くない。
八代光（やしろ ひかり）
隙を見せた相手の顔面に球を撃ち込むなど、ダーティーなプレイを見せる。
猿渡翔太（さるわたり しょうた）